# きいやま商店のカッパチ!
『きいやま商店のカッパチ!』は、音楽グループきいやま商店の3人がパーソナリティを務めていたラジオ番組。
FMいしがきサンサンラジオが制作・放送する番組であるが、ミュージックバードを通じて当局以外の全国120局のコミュニティFM局でも放送されていた。

## 概要
2012年6月5日に放送を開始した、きいやま商店初のレギュラー番組。原則、FMいしがきサンサンラジオのスタジオから生放送で放送されるが、スケジュールの都合（ライブ等）でメンバーが番組放送時間にスタジオに行けない場合は、事前収録されたものが放送される。
初回からアシスタントの俵万智を含めた4人が出演していたが、2016年3月29日の生放送をもって俵が卒業、現在はメンバー3人で放送している。
タイトルは「火」曜日の午後「8」時に放送されるため、「カッパチ」と名付けられた。名付け親は俵万智。
メンバーによるエピソード、番組に寄せられたリスナーからのメールやファックスを読みながら、放送日毎に出されたお題も交えて、メンバーによる雑談風のおしゃべりで進行される。尚、喋りが中心の番組のため、特に生放送の時はリクエストが来ても楽曲はかからない。
ゲスト出演もあり、時に芸能界とは全く関係ないメンバーの地元の友達・知人、親族がゲスト出演する時もある。また番組内で放送されるラジオCMは、メンバーが出演している地元企業のCMが中心のため、この番組内でしか聞けないものが多数ある。
2020年4月2日からはミュージックバードを通じて全国のコミュニティFM局での放送が開始された。当初は木曜20時から放送されていたが、2021年10月2日より日曜2時（土曜深夜）に移動した。
石垣島以外の地域では、インターネットや、スマートフォンアプリ「ListenRadio」にて聴取が可能である。

## ネット局
| 放送対象地域 | 放送局                   | 放送日                                     | 備考   |
| ------------ | ------------------------ | ------------------------------------------ | ------ |
| 沖縄県       | FMいしがきサンサンラジオ | 毎週火曜日 20時-21時                       | 制作局 |
| 東京都       | ミュージックバード       | 毎週土曜日 26時-27時（日曜日 深夜2時-3時） |        |
| 全国         | コミュニティFM局         | 毎週土曜日 26時-27時（日曜日 深夜2時-3時） |        |